# 香炉 (基督教)
香炉（thurible），这一单词来自于古法语，而根源则是拉丁语的“Thuribulum”，它在中国更多是被称为“提炉”，将动词与名词相结合指代Thurible。香炉是由一个金属材质的炉体与金属链条结合所组成的器具，在弥撒时通过将产于中东的乳香香料放置在炉内的炭火上燃烧发出香气，而将礼仪环境带入神秘感。香炉被广泛用于基督教各宗派中，包括拉丁礼及东仪天主教会、旧天主教會、正教會、东方正统教会、東方教會，以及一些新教會诸，如路德宗、圣公会。香炉源自於罗马帝国时期，罗马贵族出行时使用的火炉。罗马官员出行，按照礼制应点燃一支蜡烛，一个人拿著火炉防止蜡烛熄灭后可以迅速借火点燃。天主教教宗也效仿这种礼制，出行时也配有火炉、持蜡者。公元8世纪，火炉开始改为香炉样式，加上金属环链，但不用于上香。公元9世纪，提炉被用于上香。公元14世纪，香炉设备更加完善，与今日相同；在东正教会（或东仪）中，现今保留了单手甩香炉的传统。不过这一传统礼仪也植根于犹太教，与犹太民族第二圣殿年代与历史背景息息相关；除去在宗教信仰上的用途外，香炉还被用于民间习俗或礼仪内，甚至是邪教或迷信中。诺斯底派、共济会（当一间房间成为新的聚会地点时）和魔法仪式都用香炉，但是在形制上却与天主教会的香炉有较大不同；
使用香炉是简单易学的，不需要复杂的步骤；通常香炉的上方会由三或四根金属链（单根金属链的单手提炉也存在，但天主教会使用较少）吊起，与炉体上的圆环衔接在一起，并在链子上配有单独的圆环，该圆环可以固定香炉的镂空盖子，保证它在使用时更加牢固，不至香炉倾洒。炉内有放置木炭的空间，使用前需要将燃烧的木炭放入其内。香炉又分为可移动的内胆香炉与单体的香炉，前者当要放置木炭时，可以将香炉内部的内胆取出，放入木炭再放置回炉体中，这种香炉是较为普遍的；在燃烧的木炭上撒乳香，较高的温度将乳香香料熔化，产生香烟，它将从香炉的盖子上散发出去。一旦乳香被放置在炉内，该香炉就会被关上盖子，并在游行队伍行进时由辅祭者摇摆，将香烟尽量散发出来（这也保证木炭与空气接触，不至于熄灭）；香炉的风格也没有固定的样式，不过它就像高路斯（Chorus）一样，经常与教堂的建筑风格保持一致，因此就出现了哥特式、罗马式等等；
天主教会的弥撒广泛使用到香炉，根据1969年修订的《罗马弥撒经书》（Missale Romanum），允许司铎可在任何弥撒中使用香炉（不过在1969年前教会不准许在常礼弥撒中使用香炉）。弥撒中，在苦像前、祭台、圣人像或福音书、圣体圣血、圣髑匣等，都将用到香炉，在圣体游行时也将被使用。因此作为一位与弥撒礼仪有较深接触的辅祭者或祭台服务者，必须在堂区服务中学会香炉的使用与添香、上香方法，使能更好的辅助主祭神父完成弥撒。拿香炉的辅祭者，也被称为“thurifer”，他们的职责包括：打开香炉方便神父（主教）添香、手持香炉带领游行队伍、给神职人员递交香炉、炭火的保持等；在礼仪中，香炉的职务也可以分为两人，即持香炉者（thurifer）与持香船者（boat boys），后者只负责递交和管理香船（香盒），可以认为持香船者是thurifer的助手。香船是拉丁风格船型的盒子，其内盛放乳香香料，并配有一把小勺，持香船者有些时候也负责添香，但大多数时候他只会把添香的机会留给司铎；东仪天主教会频繁使用香炉，不仅在侍奉礼仪中，而且在晨祷、晚祷及葬礼或敬礼方面，香炉都几乎不断地摆动。炉中的烟被理解为象征着天主圣神的恩典及圣人们在天国的代祷，而在东方的传统中，教会牧长（ecclesiarch）和他的助手在特定的时刻负责焚香。
1969年《罗马弥撒经书》提到了如何使用香炉的规定，这其中包括了，1、三组摆动：对至圣圣体、天主的圣像或明供圣体、苦像、福音书、复活蜡、神职和教友。2、两组摆动：对圣髑和公开敬礼的圣人像。3、一系列的单组摆动：祭台；神父当需要向祭品上香时，则通过使用香炉画十字的方式完成，而不是用三组摆动。

## 外部連結
- 维基共享资源上的相關多媒體資源：香炉